# Grotte des Fées (Châtelperron)
Pour les articles homonymes, voir Grotte des Fées.
La grotte des Fées est le nom générique donné à un ensemble de deux cavités situées à Châtelperron, dans le département français de l'Allier, en région Auvergne-Rhône-Alpes.
Cet ensemble abrite un site archéologique qui est le site éponyme du Châtelperronien (environ -38 000 à -32 000 ans avant le présent).

## Localisation
La grotte est située à 1,1 km au nord du musée du bourg, sur la rive gauche (côté ouest) du Graveron, à 5 ou 6 mètres au-dessus du niveau du ruisseau.[réf. nécessaire]

## Toponymie
La grotte des Fées de Châtelperron est aussi appelée « Boîte aux Fées » ou « Caves aux fées ».

## Description
Le site inclut deux cavités distinctes, : 

• la grotte Bailleau, dont le développement est de 26 mètres ; et 

• la grotte Poirier à 10 m au nord de la précédente, avec un développement de 20 mètres ; 

et les vestiges de : 

• la grotte Effondrée, dont la superstructure a disparu.

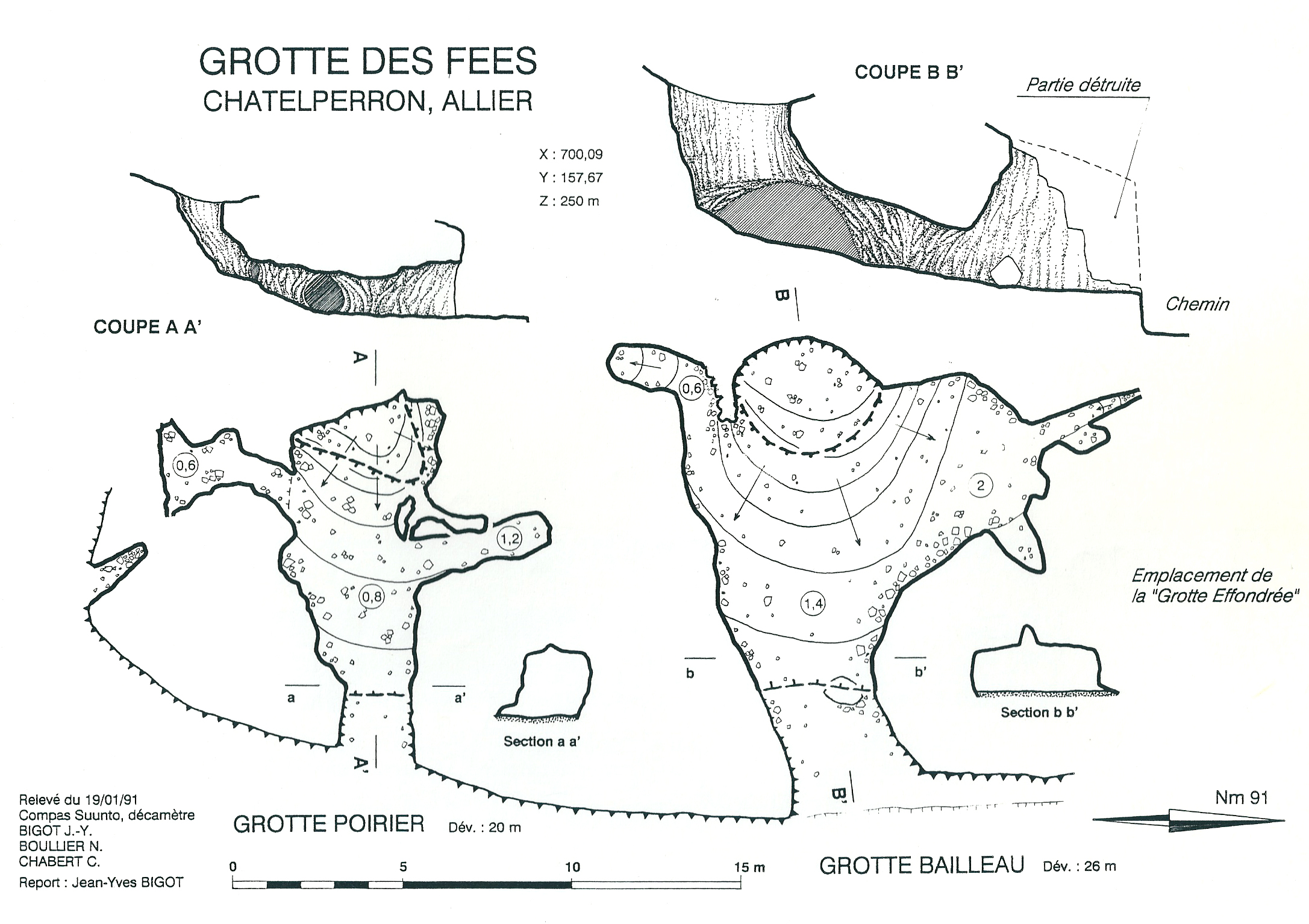
Topographie des grottes des Fées de Châtelperron (Allier).

## Géologie
Les grottes s'ouvrent dans les calcaires lacustres de l'Aquitanien.

## Historique

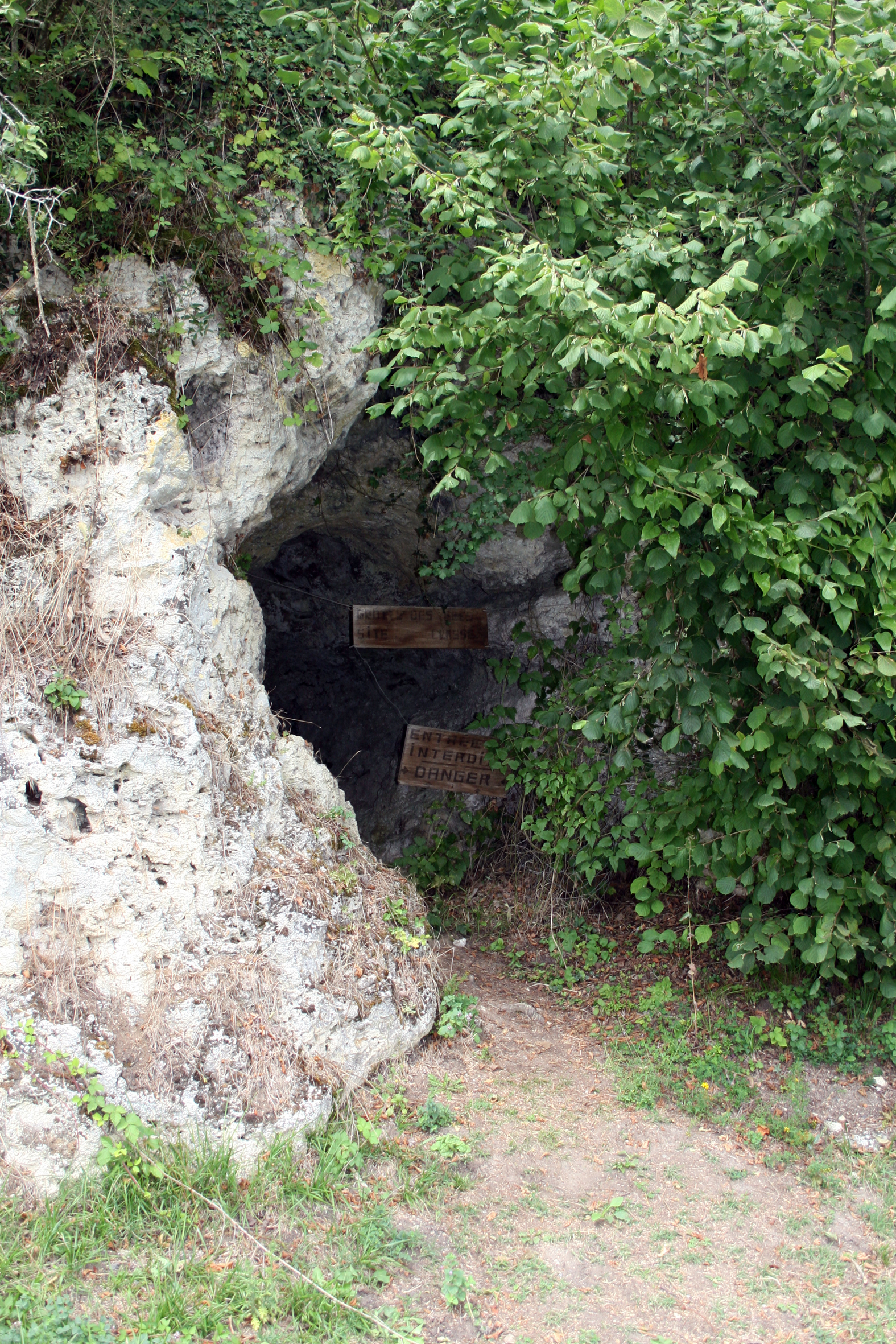
Une entrée de la grotte des Fées.

Vers 1840, peut-être en 1848, un projet de voie ferrée dans la vallée du Graveron, reliant les mines de Bert à Dompierre-sur-Besbre, est à l'origine de la découverte du site de la grotte des Fées. Le tracé ferroviaire accusant un léger coude au niveau de l'éperon rocheux, des travaux d'amélioration du rayon de courbure conduisent à la mise au jour d'objets préhistoriques devant l'entrée des grottes.

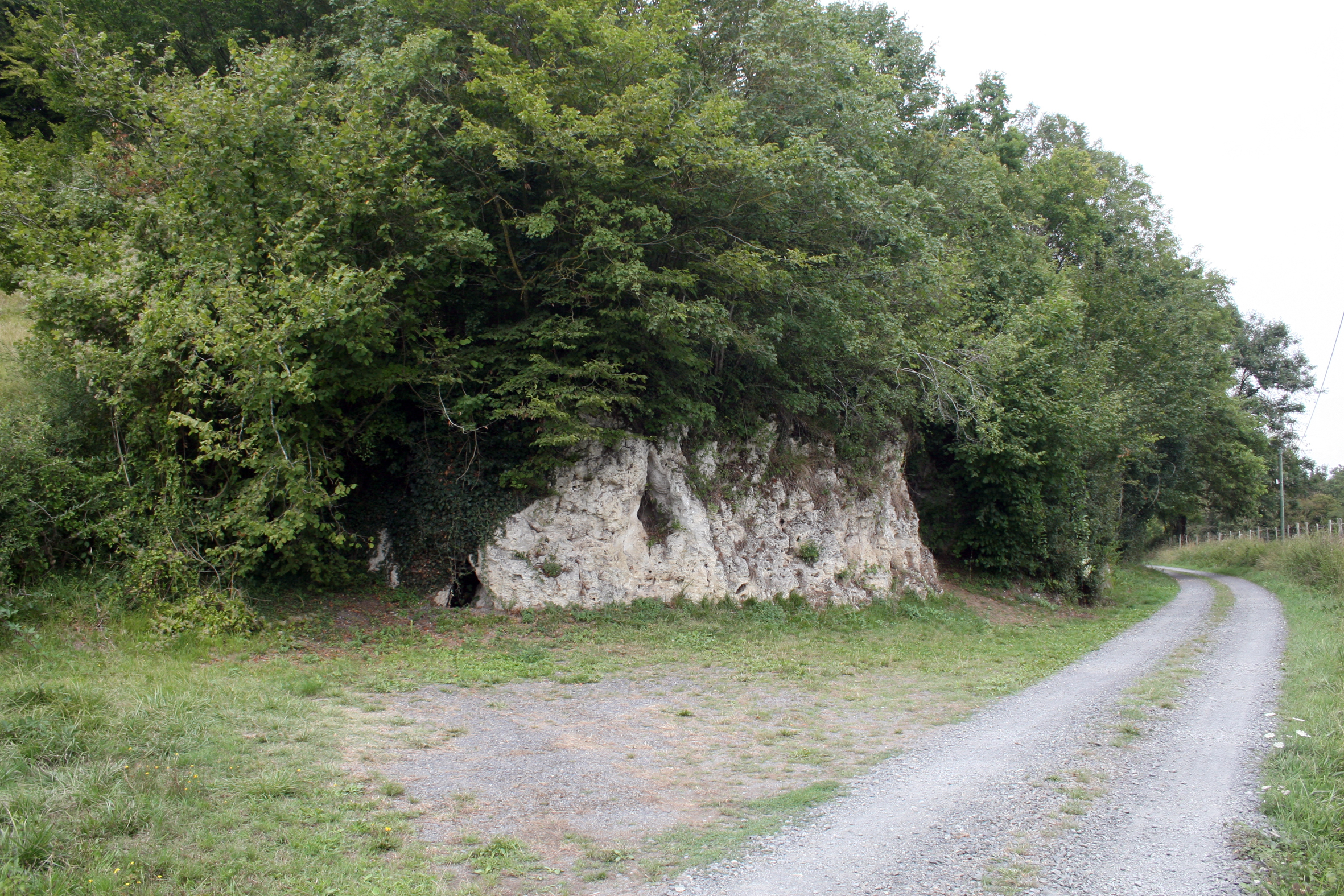
Vue générale du site.

Albert Poirier, ingénieur de la Compagnie des Mines de Bert et chargé de la construction de la voie ferrée, est également un paléontologue et fouille la grotte qui porte aujourd'hui son nom.
De 1867 à 1872, le docteur Guillaume Bailleau fouille la grotte éponyme. Il y trouve plusieurs milliers de silex taillés et des défenses de mammouth de plus de 2 mètres de longueur.
La grotte Effondrée est découverte en 1867 par le docteur Bailleau, qui reconnaît plus tard qu'il s'agit d'une grotte dont le plafond a disparu. Dans les années 1950, Henri Delporte, spécialiste de l'Aurignacien, en entreprend la fouille. Il y travaille de 1951 à 1954 et en 1962 et y met en évidence deux niveaux d'occupation, Moustérien et Châtelperronien, avec des lames à dos en silex dites « couteaux de Châtelperron », des burins, des grattoirs et des perçoirs.
Les deux cavités sont topographiées le 19 janvier 1991 par Nicole Boullier, Claude Chabert et Jean-Yves Bigot.

## Occupation des grottes
Une première fréquentation des grottes a lieu au Moustérien, puis une seconde au Châtelperronien et à l'Aurignacien. Les résultats des différentes fouilles ont nourri la controverse sur la cohabitation entre les Hommes anatomiquement modernes et les Néandertaliens. Le Châtelperronien est une période de transition entre l'arrivée de l'homme de Cro-Magnon et la disparition de l'homme de Néandertal. 
Dans la stratigraphie du site, le niveau châtelperronien est marqué par une association lithique faite de formes moustériennes, de pointes du type de Châtelperron, de « lames à gorges » et de grattoirs du « type de Tarté ». Cette association a également été rencontrée à 
Germolles, 
la Roche-au-Loup, 
la Ferrassie,
Haurets (Ladaux) et 
Gargas,.
La période historique est attestée par la découverte de quelques objets gallo-romains.[réf. nécessaire]
Au XIXe siècle, un cantonnier s'installe dans la grotte dite alors « Boîte aux Fées ».

## Collections
La plus grande partie de l'outillage se trouve aujourd'hui au British Museum de Londres (Angleterre) et au musée de Philadelphie (États-Unis). Quelques pièces sont exposées au musée Anne-de-Beaujeu de Moulins ainsi qu'au musée d'archéologie nationale de Saint-Germain-en-Laye. La salle d'exposition de Châtelperron (Préhistorama, installé dans l'ancienne gare) ne présente pour le moment que des reproductions.

## Protection
L'édifice est classé au titre des monuments historiques en 1949.

## Mythes et légendes
Les parois de la grotte des Fées sont couvertes de spéléothèmes formés par les dépôts des eaux calcaires qui percolent à travers la voûte. Les formes de ces concrétions ont inspiré l'imagination des visiteurs qui leur ont donné des noms particuliers.  

## Galerie

Coprolithes retrouvés dans la Grotte des Fées.
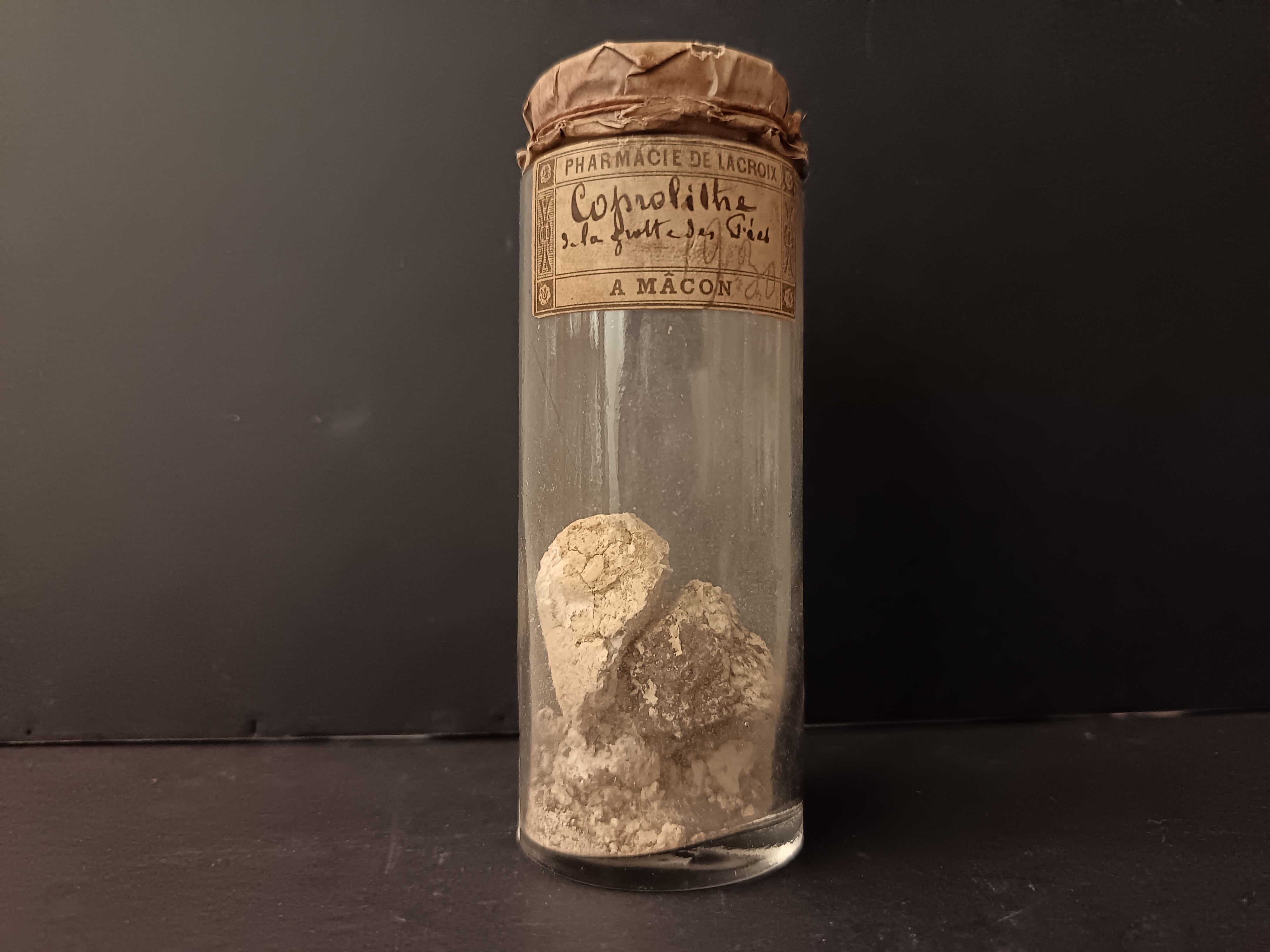
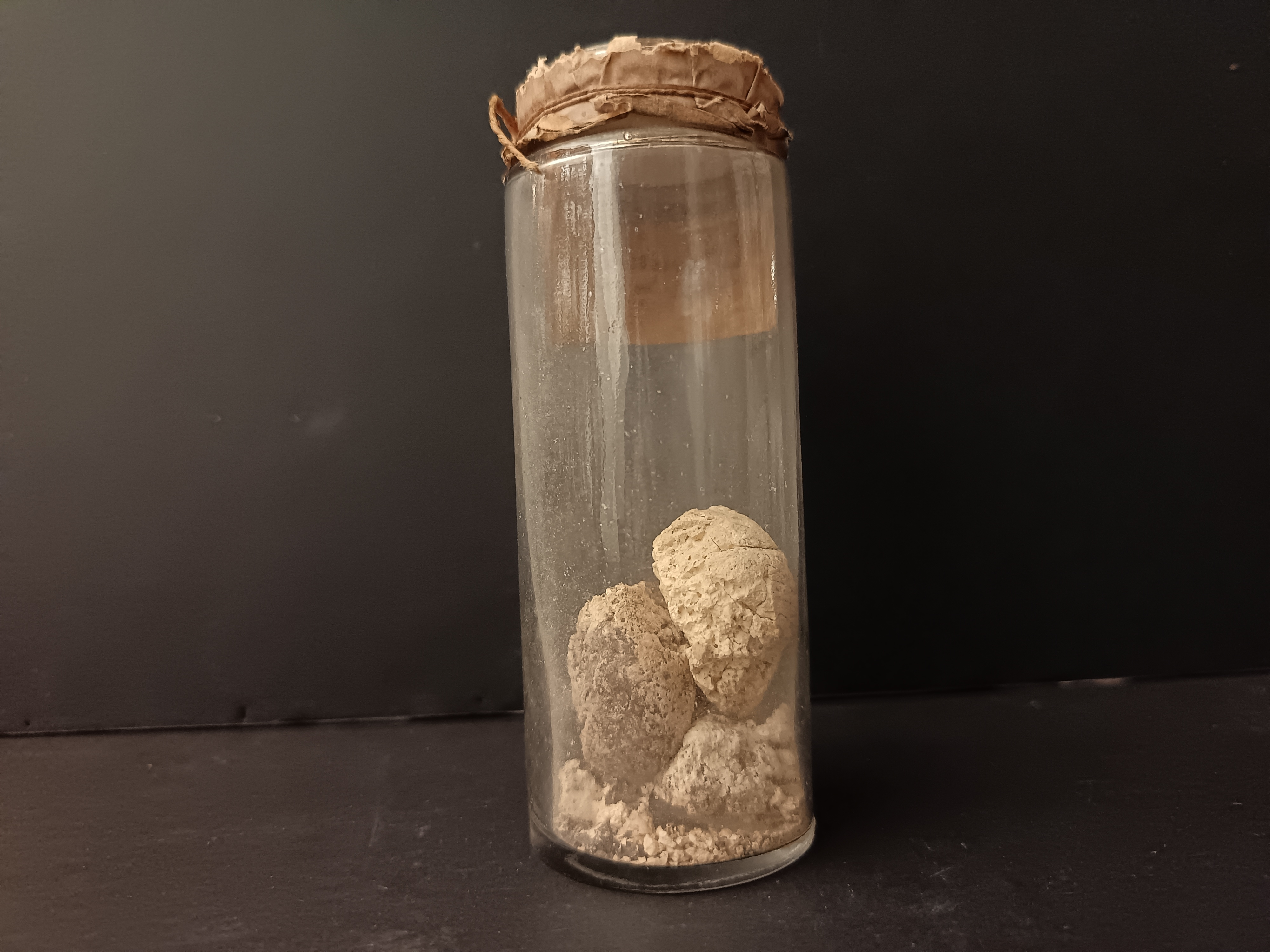